# Citadelle Laferrière
A Citadelle Laferrière vagy Citadelle Henry Christophe egy nagy erődítmény Haiti északi részén, az amerikai kontinens legnagyobb erődje. A 19. század elején építtette Henri Christophe, Haiti királya. 1982-ben az UNESCO a világörökség részévé nyilvánította. 

## Története
A hatalmas kőépítmény 1805 és 1820 között 20 ezer munkás közreműködésével épült Henrik király védelmi rendszerének részeként. Az erőd a 910 m magas Bonnet a L’Eveque-csúcs tetején helyezkedik el, mintegy 27 km-re délre Cap-Haïtien kikötővárosától és 8 km-re a legközelebbi kisvárostól, Milot-tól. A várból látni lehet Cap-Haïtient és a tengert, sőt felhőtlen időben állítólag a 140 km-re lévő Kubát is. 
Az erőd felszereléséhez 365, különböző méretű és eredetű ágyú tartozik, néhányon még megtalálhatóak a 18. századi európai uralkodók címerei. A falak mentén hatalmas gúlákba felhalmozott ágyúgolyók várják a támadást, ami azonban soha nem érkezett meg. Laferrière-t soha nem ostromolták meg ( bár számos földrengést átvészelt) és idővel elhagyták. 
A citadella építését 1805-ben rendelte el Henri Christophe, aki ekkor a hadsereg tábornoka és az északi tartományok kormányzója volt. 1806-ban összeesküvők meggyilkolták az ország uralkodóját, Jean-Jacques Dessalines-t, ami után Christophe és Alexandre Pétion küzdött a hatalomért. Christophe végül külön kormányzatot hozott létre Haiti északi felén, ami az ország kettészakadásához vezetett. Az északi Haiti Államnak Christophe lett a vezetője, 1811-től pedig királya. 
Laferrière az éppen függetlenné váló Haiti védelmi rendszerének volt a része, más erődök, mint Fort Jacques vagy Fort Alexandre, a fővárost, Port-au-Prince-t voltak hivatottak védeni az esetleges francia támadás ellen. A terv szerint invázió esetén az északi partvidéken felégetik vagy összegyűjtik a termést és a haiti csapatok Laferrière-ből zaklatták volna az ellenséget. 
Christophe 1820-ban agyvérzést kapott és csapatainak egy része fellázadt. A király nem sokkal ezt követően ezüstgolyóval töltött pisztollyal öngyilkosságot követett el. Hívei oltatlan mésszel öntötték le holttestét és Laferrière-ben helyezték el a koporsóját, hogy megakadályozzák teste megcsonkítását. 

## Leírása
A hatalmas erőd Haiti egyik nemzeti jelképe, amely bankjegyeken, bélyegeken és turisztikai plakátokon is szerepel. Falai elérik a 40 méteres magasságot és teljes területe 10 ezer m². Alapköveit közvetlenül a hegycsúcs sziklájához cementezték egy olyan keverékkel amely oltatlan meszet, melaszt, kecskék és tehenek vérét, valamint a patájukból főzött enyvet tartalmazott. 
Raktárai és ciszternái elegendő élemet és vizet voltak képesek tartalékolni ahhoz, hogy 5 ezer védő egy évig tarthassa az erődöt. A palotarészleg megfelelő ellátást biztosított a király és családja számára arra az esetre, ha itt kellene menedéket keresnie. Látogathatóak a börtönök, fürdők, kenyérsütő kemencék, valamint Christophe sógorának sírja is, aki itt vesztette életét a lőporkamra felrobbanásakor. 
Általános formáját tekintve egy hatalmas hajóhoz szokták hasonlítani. Falainak szögei a rá lőtt ágyúgolyók eltérítését szolgálják. Építése óta több alkalommal is javításokat végeztek rajta, legutoljára az 1980-as évek elején, amikor az erőd felkerült a világörökség-listára. A javítások alapvető formáját és alaprajzát nem befolyásolták. 

## Turizmus
A Citadelle Laferrière egyike Haiti legnépszerűbb turisztikai célpontjainak. Megközelítése Milot városából történik, ahol vezetőt vagy a meredek felvezető útra lovat is lehet bérelni. Szintén a városban található Henri Christophe királyi rezidenciájának, a Sans-Souci palotának romjai is. A felvezető út kövezett és viszonylag jó állapotban van, még Jean-Claude Duvalier elnöksége idején hozták rendbe. A szinte végig felfelé vezető út háromnegyede négykerék-meghajtásos autóval is megtehető, de az utolsó szakasz csak gyalog vagy lóval járható. 

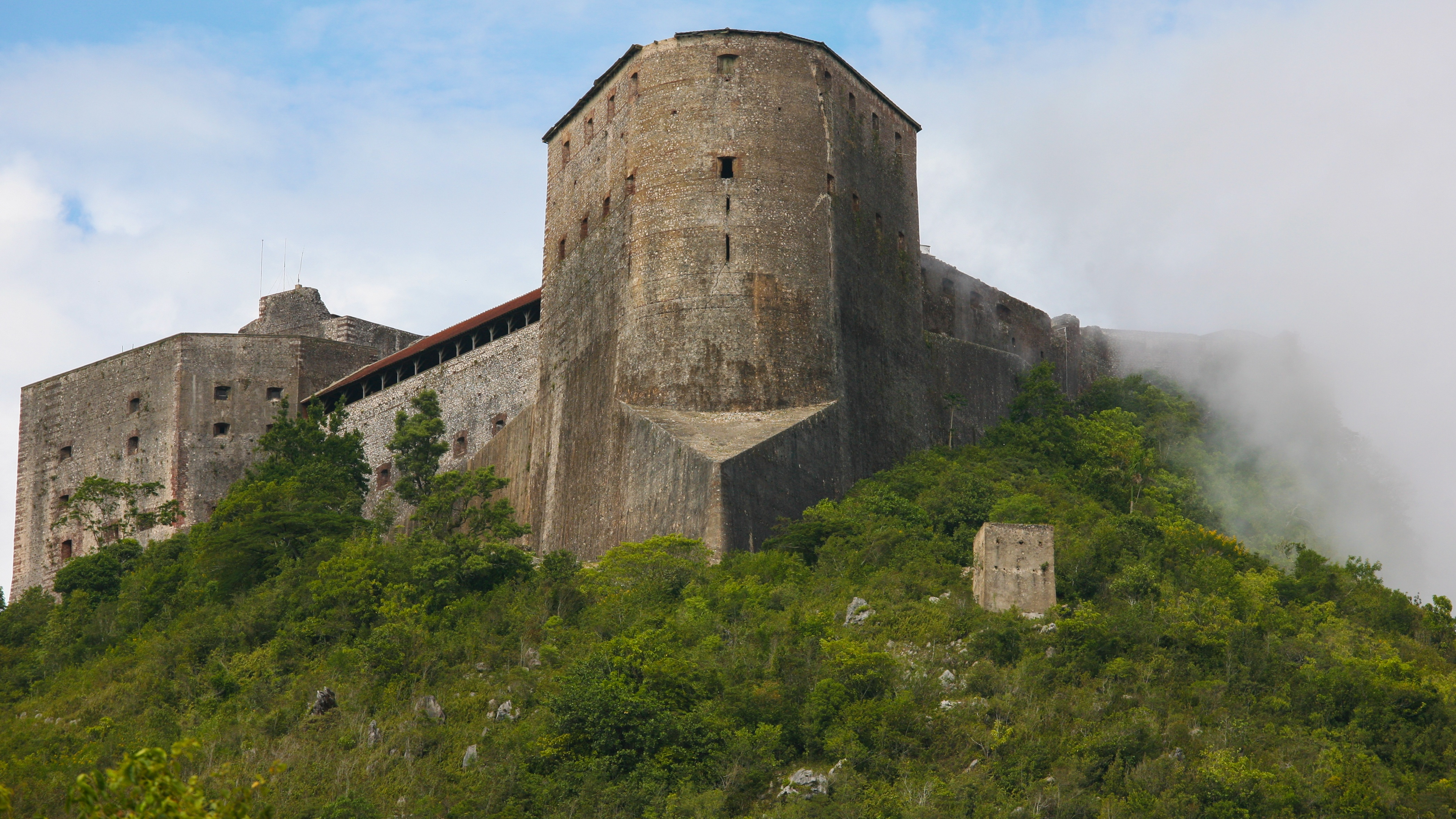
A vár alulról
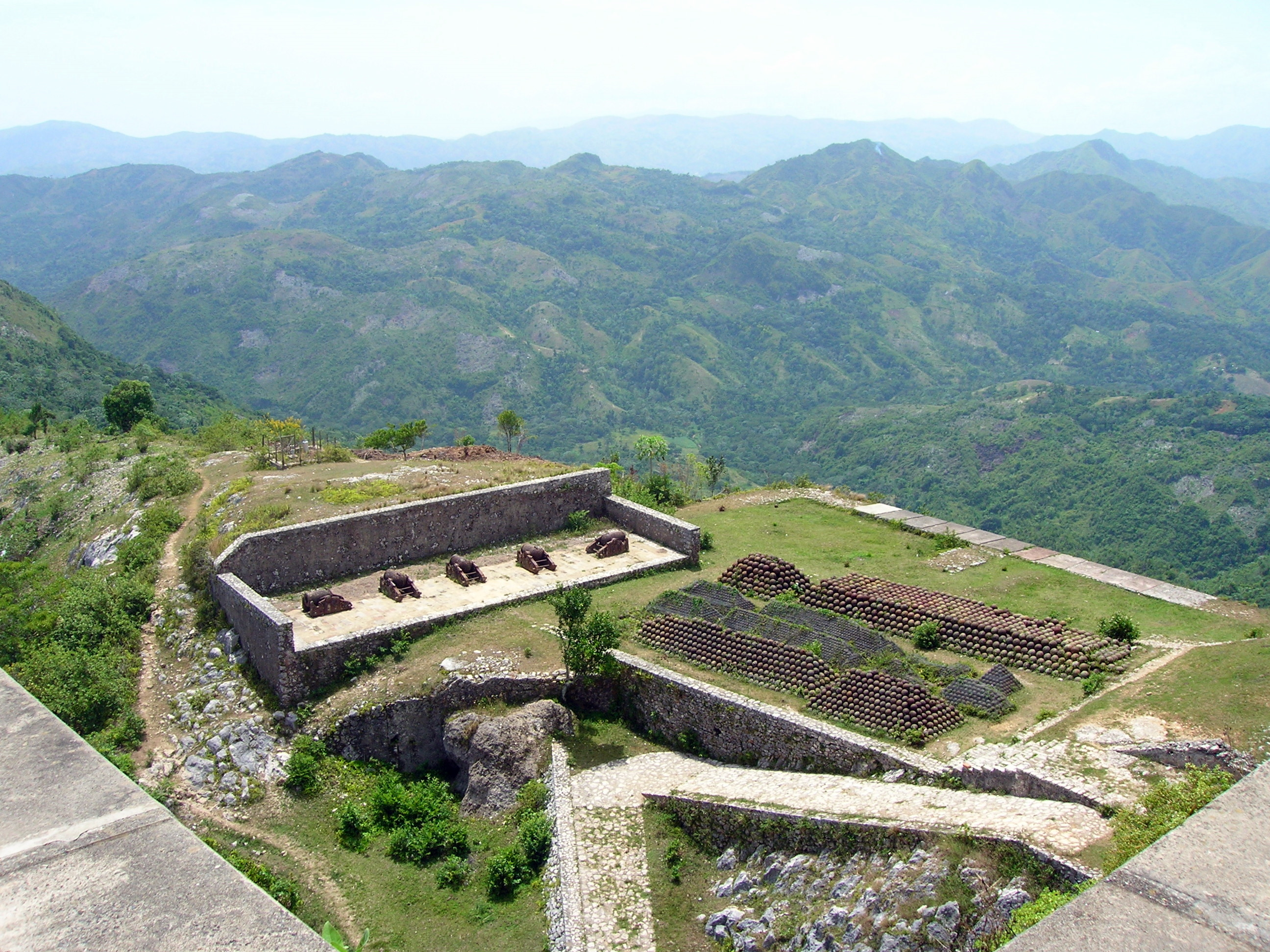
Ágyúgolyó-gúlák
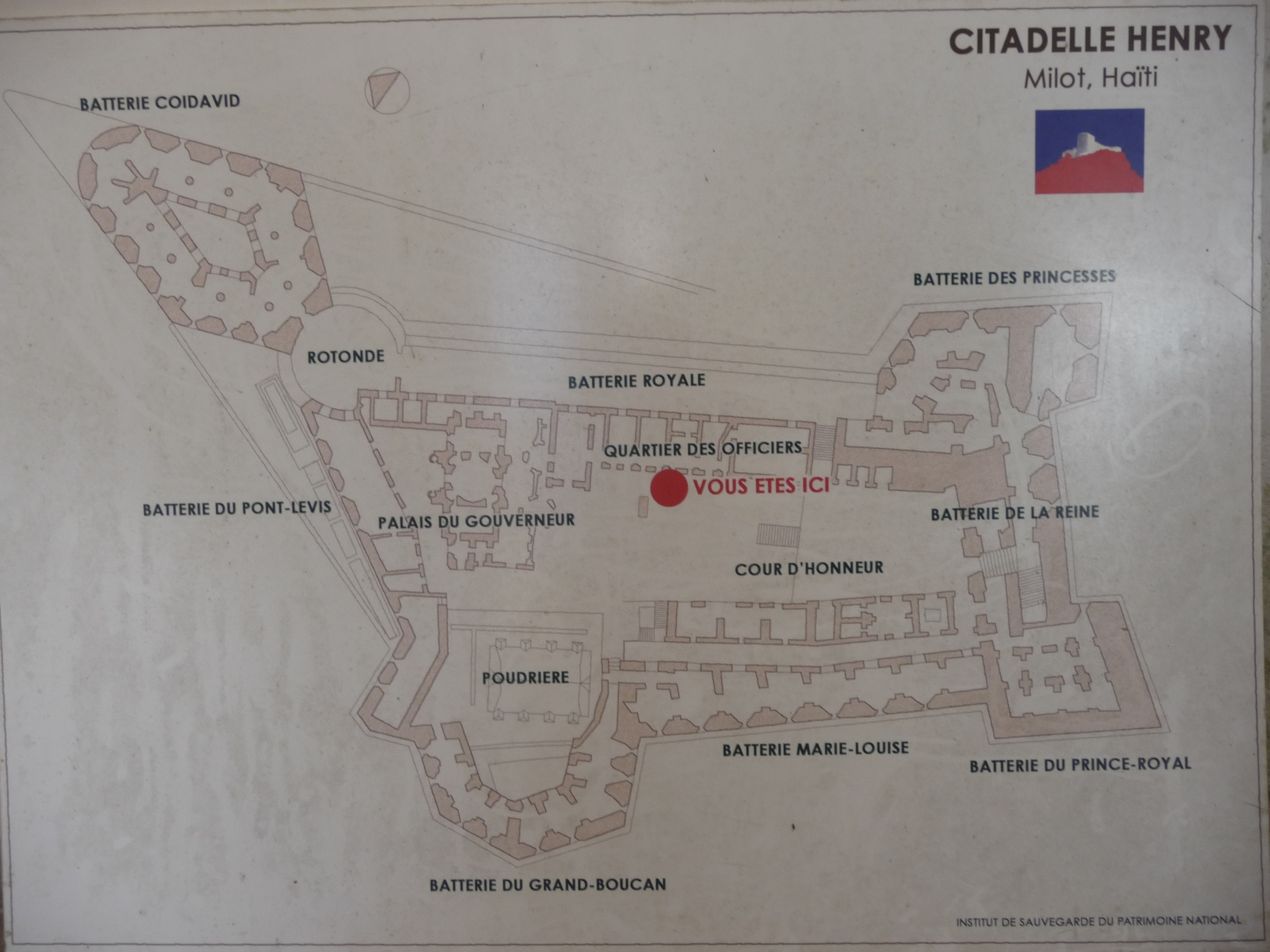
Alaprajza
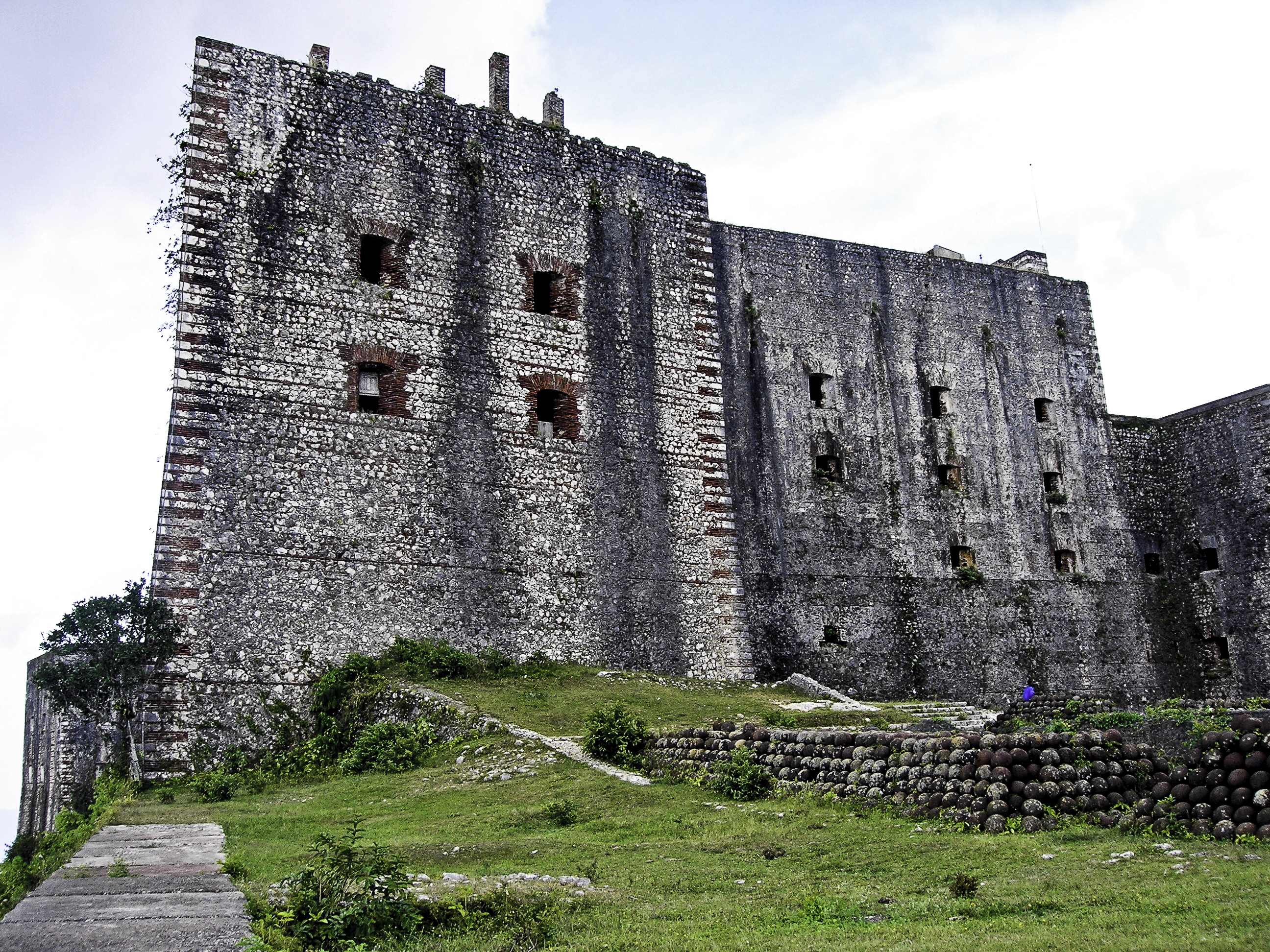
A hátsó fal
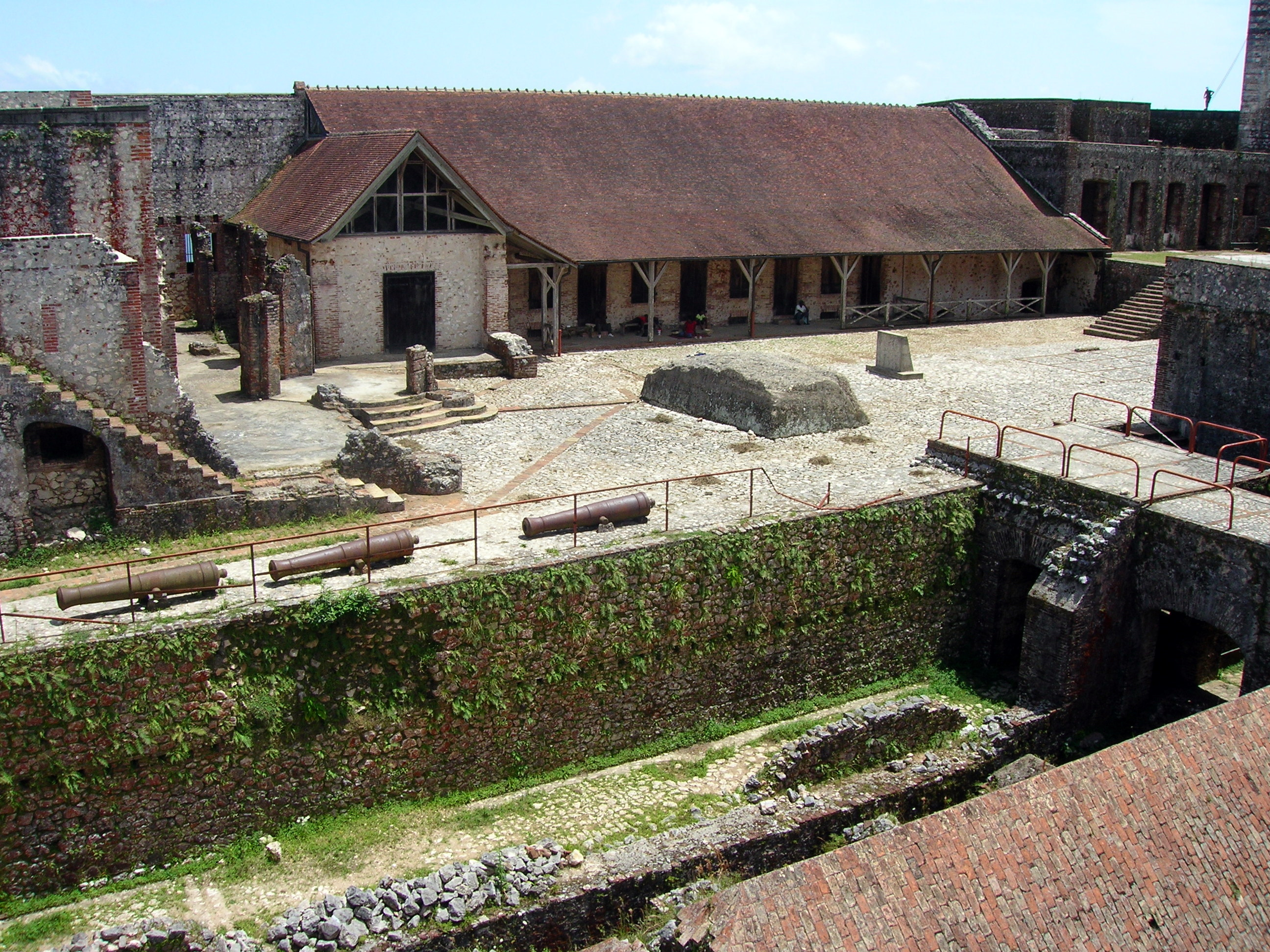
Belső udvar

## Fordítás
- Ez a szócikk részben vagy egészben  a   Citadelle Laferrière című angol Wikipédia-szócikk ezen változatának fordításán alapul.  Az eredeti cikk szerkesztőit annak laptörténete sorolja fel. Ez a jelzés csupán a megfogalmazás eredetét és a szerzői jogokat jelzi, nem szolgál a cikkben szereplő információk forrásmegjelöléseként.